# Virginia (Illinois)
Virginia ist eine Stadt und Verwaltungssitz des Cass County im Westen des US-amerikanischen Bundesstaates Illinois. Das U.S. Census Bureau hat bei der Volkszählung 2020 eine Einwohnerzahl von 1.514 ermittelt.

## Geografie
Virginia liegt auf 39°56'56" nördlicher Breite und 90°12'42" westlicher Länge. Die Stadt erstreckt sich über eine Fläche von 2,8 km², die fast ausschließlich aus Landfläche besteht.
Virginia liegt 21,3 km östlich des Illinois River.
In Virginia kreuzen die Illinois State Route 78 und die Illinois State Route 125. Daneben treffen noch eine Reihe untergeordneter Straßen in der Stadt zusammen.
Illinois’ Hauptstadt Springfield liegt 52,7 km im Südosten, St. Louis 170 km im Süden, Kansas City 463 km im Westen, Iowas Hauptstadt Des Moines 431 km im Nordwesten, die Quad Cities 206 km im Norden und Chicago 361 km im Nordosten.

## Volksfest
Alljährlich am ersten Wochenende im Juni findet das Virginia Bar-B-Que statt, ein Volksfest mit Barbecue, Live-Musik, Flohmarkt, und Umzügen.

## Demografische Daten
Bei der Volkszählung im Jahre 2000 wurde eine Einwohnerzahl von 1728 ermittelt. Diese verteilten sich auf 724 Haushalte in 453 Familien. Die Bevölkerungsdichte lag bei 617,8/km². Es gab 794 Gebäude, was einer Bebauungsdichte von 283,9/km² entsprach.
Die Bevölkerung bestand im Jahre 2000 aus 98,84 % Weißen, 0,12 % Afroamerikanern, 0,17 % Indianern, 0,23 % Asiaten und 0,12 % anderen. 0,52 % gaben an, von mindestens zwei dieser Gruppen abzustammen. 0,87 % der Bevölkerung bestand aus Hispanics, die verschiedenen der genannten Gruppen angehörten.
23,7 % waren unter 18 Jahren, 7,6 % zwischen 18 und 24, 24,4 % von 25 bis 44, 22,3 % von 45 bis 64 und 21,9 % 65 und älter. Das durchschnittliche Alter lag bei 41 Jahren. Auf 100 Frauen kamen statistisch 87,6 Männer, bei den über 18-Jährigen 79,6.
Das durchschnittliche Einkommen pro Haushalt betrug $35.741, das durchschnittliche Familieneinkommen $41.292. Das Einkommen der Männer lag durchschnittlich bei $30.688, das der Frauen bei $22.639. Das Pro-Kopf-Einkommen belief sich auf $17.979. Rund 6,6 % der Familien und 7,7 % der Gesamtbevölkerung lagen mit ihrem Einkommen unter der Armutsgrenze.